# Alpini (film)
Alpini, conosciuto anche coi titoli Alpini - Terra di un uomo e Terre d'un homme, è un film documentario del 2010 diretto da Jean François Neplaz.

## Trama
Alcuni giovani studenti di un liceo francese partono in gita per andare a incontrare lo scrittore Mario Rigoni Stern sull'altopiano di Asiago. Si tratta di un viaggio di scoperta che si trasformerà in un viaggio nel tempo. Tempo naturale da un lato, con gli studenti che "attraversano" le quattro stagioni: dall'estate, eclatante, della costa francese, fino all'inverno, rigido, dell'altopiano; il tempo della memoria, dall'altro, tornando fino all'infanzia dello scrittore cresciuto nel periodo più terribile del secolo scorso, quello vissuto tra le due guerre mondiali.
Mario Rigoni Stern racconta il suo Altipiano: dai pensieri in una giornata di neve, ai tremendi ricordi della guerra, alle lunghe camminate con il cane per le montagne dell'altipiano di Asiago. Proprio l'altopiano fa da scenario: la terra di un uomo, tra immense foreste, sperduti alpeggi, osservatori astronomici, ma anche lussuose stazioni sciistiche e commercio di souvenir, una terra che rappresenta le contraddizioni di una società presente e porta iscritte le tracce di una sanguinosa storia passata, un teatro di guerra, una terra di confine.
E attraverso la voce dello scrittore di Asiago si arriverà a parlare di un'altra guerra: quella in cui siamo coinvolti. "Perché se si perde la memoria la storia è condannata a ripetersi".
Insieme con la sua voce, anche le voci dei cineasti veneti Ermanno Olmi e Mario Brenta e il ricordo dell'amicizia con Primo Levi, che definì l'amico Rigoni Stern "uno dei più grandi scrittori italiani".